# Dlake na prsima
Dlake na prsima sekundarno su spolno obilježje koje se očituje rastom dlaka između vrata i trbuha tijekom i nakon puberteta uz druge vrste androgene dlakavosti. Brojni su dijelovi ljudske kože dlakavi od djetinjstva, a prekrivaju ih velusne dlake. Dulje i deblje dlake na prsima zovu se terminalne dlake, a javljaju se s rastom razine androgena – prvenstveno testosterona i njegovih derivata. Muškarci u pravilu razvijaju više terminalnih dlaka, posebno na prsima, trbuhu i licu. Razvoj dlaka na prsima obično počinje u kasnom pubertetu, negdje između dvanaeste i osamnaaste godine, no može započeti i dosta kasnije, čak i u dvadesetim godinama. Puni razvoj dlakavosti na prsima postiže se još kasnije. 

## Obrasci i osobine
Pojavnost i osobine dlaka na prsima ovise o nasljedstvu, hormonima i starosti osobe. Geni određuju količinu, obrasce rasta i debljinu dlaka na prsima. Neki su muškarci vrlo dlakavi, dok drugi uopće nemaju dlake na prsima. Normalni su svi rasponi i obrasci rasta dlaka na prsima. Područja na kojima mogu rasti terminalne dlake su periareolna područja: grudi, sredina i strane prsnog koša te područje ispod ključne kosti.
Smjer rasta dlaka ponekad stvara upečatljive simetrične uzorke s obzirom na prsnu kost, kao i vrtloge. Tipična muška dlakavost imat će razdjel na gornjem dijelu prsne kosti iznad kojega dlake rastu prema gore, a ispod kojega rastu prema dolje. Neki pojedinci imaju vrtloge na gornjim područjima prsa, nekoliko centimetara od bradavice prema vratu, koji se 'okreću' u smjeru kazaljke na satu na lijevoj strani, a u suprotnom smjeru na desnoj.
Dlakavost prsa ponegdje će se smatrati abnormalnošću, no to je više zbog kulture i društvenih stavova nego zbog nekakve zdravstvene abnormalnosti. Prekomjeran rast terminalne dlake na tijelu muškarca ili žene naziva se hipertrihoza. Nju treba razlikovati od pojave zvane hirzutizam koja pogađa samo žene, pri čemu one kao simptom endokrine bolesti mogu razviti terminalnu dlakavost na prsima slijedeći muški obrazac.

### Settyjevi obrasci
Uzorke dlakavosti na prsima muškaraca i pojavu obrazaca rasta dokumentiralo je nekoliko istraživanja. Studija na 1400 bijelaca u dobi od 17 do 71 godine koju je proveo L. R. Setty 1960-ih godina definirala je 15 uzoraka rasta dlaka na prsima koji su kombinacije pokrivenosti četiriju dijelova prsnog koša na kojima se javljaju terminalne dlake:
- Središnji i donji dio prsne kosti (sternuma) pokriven je u 74% slučajeva
- Područje neposredno ispod medijalnog dijela ključne kosti (klavikule) pokriveno je u 63 % slučajeva
- Područje grudi, uključujući površine neposredno oko areola (bradavica) pokriveno je u 77 % slučajeva
- Površina u neposrednom okruženju areole pokrivena je u 16 % slučajeva

Dlake na prsima mogu se pojaviti na svakom od ovih područja neovisno od ostalih, što čini ukupno 15 kombinacija dlakavosti, kojima se još dodaju apilozni (bezdlaki). Kaže se da se dlakavost javlja i na grudnom i na području oko areole kada ima dlaka oko bradavica i na grudima, ali ta područja nisu povezana.
Najčešći obrazac je grudno-sterno-potključni, u kojem su grudi, prsna kost i medijalni kraj ključne kosti prekriveni terminalnom dlakom. Prisutan je u 57 % slučajeva.
| obrazac | naziv                                  | učestalost |
| ------- | -------------------------------------- | ---------- |
| A       | apilozni (bezdlaki)                    | 6 %        |
| C       | cirkumareolni (oko bradavica)          | 6 %        |
| CI      | cirkumareolno-potključni               | 1,5 %      |
| CP      | cirkumareolno-grudni                   | 0,1 %      |
| CPI     | cirkumareolno-grudno-potključni        | 0,1 %      |
| CPS     | cirkumareolno-grudno-sternumski        | 0,1 %      |
| CPSI    | cirkumareolno-grudno-sterno-potključni | 0,1 %      |
| CS      | cirkumareolno-sternumski               | 5 %        |
| CSI     | cirkumareolno-sterno-potključni        | 2 %        |
| I       | potključni (infraclavicularis)         | 0,5 %      |
| P       | grudni (pectoralis)                    | 5 %        |
| PI      | grudno-potključni                      | 1,5 %      |
| PS      | grudno-sternumski                      | 13 %       |
| PSI     | grudno-sterno-potključni               | 57 %       |
| S       | sternumski                             | 1,7 %      |
| SI      | sterno-potključni                      | 0,1 %      |

## Kulturni aspekti
Mišljenja o muškim dlakavim prsima variraju od kulture do kulture. U nekima se smatraju znakom muškosti, a u drugima se prsa bez dlaka smatraju idealnima. Dlakava prsa često su izvor seksualne privlačnosti.